# Canal de Malta
El canal de Malta (del italiano: Canale di Malta) es un estrecho del mar Mediterráneo localizado entre la italiana isla de Sicilia y el archipiélago de Malta. El canal sirve como un enlace vía marítima a Europa de los malteses.

## Historia
En la Segunda Guerra Mundial, este mar vio batallas navales y fue también fuertemente minado cuando Malta, entonces una colonia de Gran Bretaña, trató de abastecer la isla. También hubo otras batallas navales libradas entre los caballeros de Malta y piratas del Imperio otomano, y también durante la guerras púnicas.